# Otok Mrduja
Otok Mrduja är en ö i Kroatien.   Den ligger i länet Dalmatien, i den södra delen av landet, 280 km söder om huvudstaden Zagreb.